# Fernand Cannoot
Fernand Cannoot, né à Gand le 1er juin 1908, est un ingénieur chimiste et résistant belge, qui a fondé en 1941, avec le parachutiste Jean Cornez, qui sera fusillé pendant l'hiver 1942, le Groupe Athos, faisant partie du réseau du  service  ZERO .

## Biographie
Fernand Cannoot était l'époux de la peintre Marguerite Antoine.
La Libre Belgique du 31 janvier 1976 écrit : « Le gouverneur de la province d'Anvers, M. A. Kinsbergen, a glissé la cravate de Commandeur dans l'Ordre de la Couronne au cou de M. Fernand Cannoot (...). M. Kinsbergen qui n'a guère coutume d'employer des superlatifs à déclaré : « C'est grâce à des hommes d'un tel gabarit que la démocratie a pu être rétablie dans le monde occidental » ».